# Jonathan Israel
Jonathan Irvine Israel (Londres, 26 de janeiro de 1946) é um escritor que pesquisa a história holandesa, o Iluminismo e o judaísmo europeu. Israel foi apontado o Professor de História Europeia Moderna do Instituto de Estudos Avançados de Princeton de Princeton Township, New Jersey, EUA, em janeiro de 2001. Ele anteriormente era Professor de História e Instituições Holandesas da Universidade de Londres. Ele é um dos principais historiadores do mundo sobre o Iluminismo.

## Obras
- Race, Class and Politics in Colonial Mexico, 1610-70. [S.l.: s.n.] 1975 (ISBN 0-19-821860-5 hardback) – da série Oxford Historical Monographs

- The Dutch Republic and the Hispanic World, 1606-61. [S.l.: s.n.] 1982 (ISBN 0-19-826534-4 hardback, ISBN 0-19-821998-9 paperback)

- European Jewry in the Age of Mercantilism, 1550-1750. [S.l.: s.n.] 1985 (ISBN 0-19-821928-8 hardback, ISBN 1-874774-42-0 paperback)

- Dutch Primacy in World Trade, 1585-1740. [S.l.: s.n.] 1989 (ISBN 0-19-821139-2 paperback)

- Empires and Entrepots: The Dutch, the Spanish Monarchy and the Jews, 1585-1713. [S.l.: s.n.] 1990 (ISBN 1-85285-022-1 hardback)

- The Anglo-Dutch Moment: Essays on the Glorious Revolution and Its World Impact. [S.l.: s.n.] 1991 (editor) (ISBN 0-521-39075-3 hardback, ISBN 0-521-54406-8 paperback)

- From Persecution to Toleration: Glorious Revolution and Religion in England. [S.l.: s.n.] 1991 (co-editor) (ISBN 0-19-820196-6 hardback)

- The Dutch Republic: Its Rise, Greatness and Fall, 1477-1806. [S.l.: s.n.] 1995 (ISBN 0-19-873072-1 hardback, ISBN 0-19-820734-4 paperback) – um tomo de 1200 páginas da série Oxford History of Early Modern Europe, documentando o Século de Ouro da República das Sete Províncias Unidas dos Países Baixos e seu contexto histórico

- Conflicts of Empires: Spain, the Low Countries and the Struggle for World Supremacy, 1585-1713. [S.l.: s.n.] 1997 (ISBN 1-85285-161-9 hardback)

- Radical Enlightenment: Philosophy and the Making of Modernity, 1650-1750. [S.l.: s.n.] 2001 (ISBN 0-19-820608-9 hardback, ISBN 0-19-925456-7 paperback) – enfatiza o papel da Holanda do século XVII, e Spinoza em particular, no Iluminismo

- Diasporas Within a Diaspora: Jews, Crypto-Jews and the World of Maritime Empires (1540-1740). [S.l.: s.n.] 2002 (ISBN 90-04-12765-8 hardback)

- Dutch Jewry: Its History and Secular Culture (1500-2000). [S.l.: s.n.] 2002 (joint editor) (ISBN 90-04-12436-5 hardback)

- Enlightenment Contested: Philosophy, Modernity, and the Emancipation of Man 1670-1752. [S.l.: s.n.] 2006 (ISBN 0-19-927922-5 hardback)[2]

- A Revolution of the Mind - Radical Enlightenment and the Intellectual Origins of Modern Democracy. [S.l.: s.n.] 2009 (ISBN 978-0-691-14200-5 hardback)

Radical Enlightenment (2001) e Enlightenment Contested (2006) são os dois primeiros volumes da monumental história em três volumes do Iluminismo radical.